# Heinrich Berghaus

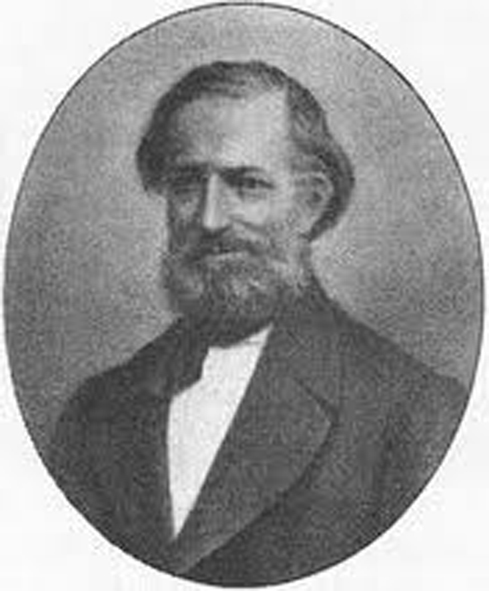
Heinrich Berghaus

Heinrich Berghaus (ur. 3 maja 1797 w Kleve, zm. 17 lutego 1884 w Szczecinie) – kartograf niemiecki. W latach 1815–1821 służył w armii pruskiej. Od 1824 do 1854 wykładał matematykę na Berlińskiej Akademii Budownictwa. Twórca atlasów, znany przede wszystkim z Physikalischer Atlas, opracowanego wspólnie ze swym krewnym Hermannem Berghausem. Od 1851 był członkiem zagranicznym Królewskiej Holenderskiej Akademii Sztuk i Nauk.